# Betolakodók (film, 2015)
A Betolakodók (eredeti cím: The Intruders) 2015-ben bemutatott kanadai horrorfilm, amelyet Adam Massey rendezett.
A forgatókönyvet Jason Juravic írta. A producerei Jeff Sackman és Nicholas Tabarrok. A főszerepekben Miranda Cosgrove, Donal Logue, Austin Butler, Tom Sizemore és Jenessa Grant láthatók. A film zeneszerzői Joseph Murray és Lodewijk Vos. A film gyártója a Darius Films, forgalmazója a Sony Pictures Home Entertainment. Műfaja horrorfilm. 
Kanadában 2015. február 24-én mutatták be a mozikban.

## Szereplők
| Szereplő                                                                    | Színész                   | Magyar hang       |
| --------------------------------------------------------------------------- | ------------------------- | ----------------- |
| Rose Halshford                                                              | Miranda Cosgrove          | Csifó Dorina      |
| Jerry Halshford                                                             | Donal Logue               | Forgács Péter     |
| Noah Henry                                                                  | Austin Butler             | Penke Bence       |
| Howard Markby                                                               | Tom Sizemore              | Harmath Imre      |
| Leila Markby                                                                | Jenessa Grant             | Csuha Bori        |
| Marcus Garrison                                                             | Michael Luckett           | Markovics Tamás   |
| Rachel Winacott                                                             | Jazmin Paradis            | Sipos Eszter Anna |
| Sophia Halshford                                                            | Kelly Boegel              | Román Judit       |
| Ügyintéző a városházán                                                      | Jim Calarco               | Csuha Lajos       |
| Mentős                                                                      | Michael Vincent Dagostino | Bor László        |
| További magyar hangok                                                       |                           |                   |
| Bárány Virág, Csépai Eszter, Hábermann Lívia, Pásztor Tibor, Suhajda Dániel |                           |                   |